# Mediavia aciusa
Mediavia aciusa är en fjärilsart som beskrevs av William Schaus 1925. Mediavia aciusa ingår i släktet Mediavia och familjen mott. Inga underarter finns listade i Catalogue of Life.